# とかげ座10番星
とかげ座10番星（とかげざ10ばんせい、10 Lacertae、10 Lac）は、とかげ座の恒星である。見かけの等級は4.9で、珍しいO型主系列星であり、とかげ座OB1アソシエーションの一員で、太陽からの距離はおよそ2,300光年と推定される。

## 特徴
とかげ座10番星は、珍しいO型主系列星で、スペクトル型はO9 Vに分類され、その中でも特にO9 V型星の分光標準星として利用されている。小規模なOB型アソシエーションのとかげ座OB1に所属すると考えられ、太陽からの距離はおよそ2,300光年と見積もられている。有効温度は、およそ34,000 Kと非常に高温で、光度は太陽のおよそ10万倍になり、半径は太陽の8倍程度、質量は太陽の25倍と推定される。この質量から、とかげ座10番星の寿命は短く、最期は超新星となって一生を終えると考えられる。
とかげ座10番星の自転速度は、せいぜい数十km/sと推定され、高温度星としてはかなり遅い。これは、自転の軸が観測者（地球）に近い方を向いており、自転速度の視線方向に沿った成分が小さいからではないかと考えられている。高温度星の例に漏れず、とかげ座10番星は強力な恒星風で大量の物質を噴き出しており、その質量放出率は1年当たり太陽質量の600万分の1に及び、恒星風の終端速度は1,400 km/sから2,000 km/sに達するとみられる。

### 変光
とかげ座10番星は、スペクトル線の輪郭が時間によって変形することから、外層で脈動が起きていると考えられており、非動径振動の証拠もみつかっている。脈動が起きていることから、とかげ座10番星には光度変化も起きているのではないかと予想され、1980年にアンダルシア天体物理学研究所による観測で、周期が大体6.4日、振幅が0.02等から0.03等の光度変化を捉えたと報告されたが、確定した変光星にはなっておらず、変光星総合カタログにおいては新しい変光星候補として収録されている。

### 重星
とかげ座10番星から、北東に1分角程度離れた位置には、10等星がみられる。これを1824年にジェームズ・サウスが記録したところから、とかげ座10番星は重星として扱われ、重星カタログにも収録されている。この10等星は、スペクトル型がA6 III-IVのA型巨星または準巨星とされ、とかげ座10番星とは物理的な関係がない可能性が高い。

### 星雲

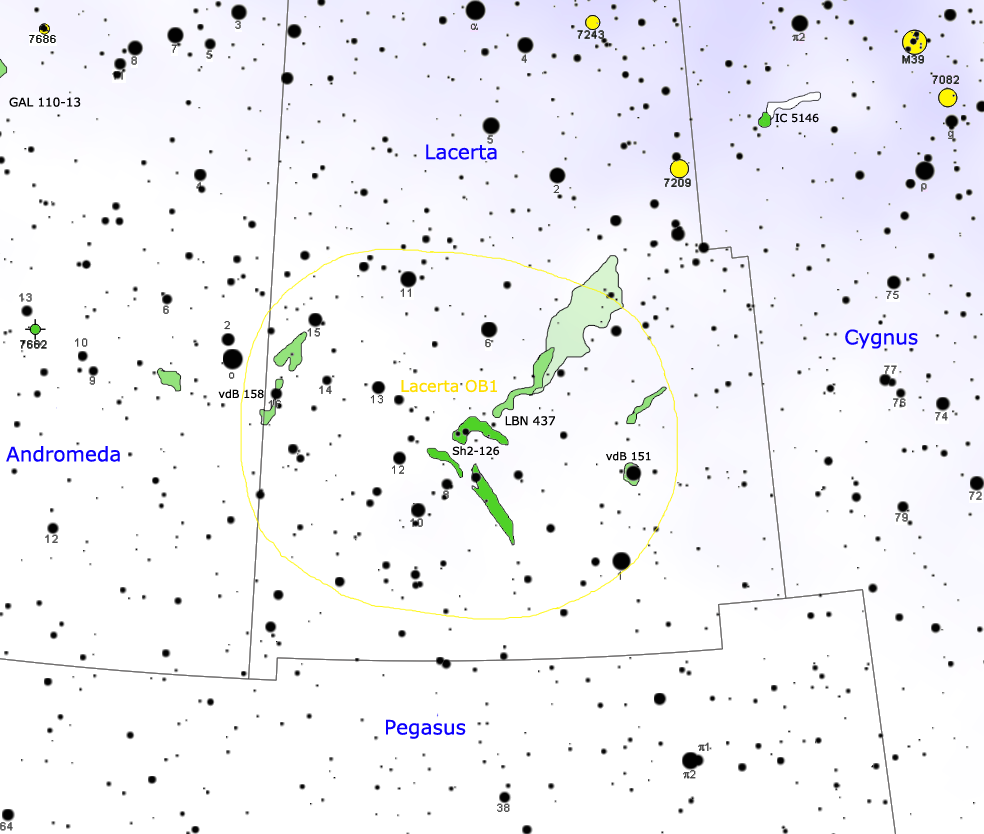
とかげ座OB1アソシエーションの星図（黄色の囲み）。その中央付近の星雲がHII領域S126で、その左下（南東）の明るい星がとかげ座10番星。

とかげ座10番星の周囲には、星雲がみられる。これは、とかげ座10番星も属しているとかげ座OB1アソシエーションに付随するHII領域Sh2-126（S126）で、とかげ座10番星が放射する強い紫外線が、星雲の電離に寄与しているとみられる。